# Ría de Avilés
La ría de Avilés es un estuario natural que desemboca en el mar Cantábrico cerca de la población de San Juan de Nieva, en Asturias (España).

## Descripción y situación medioambiental

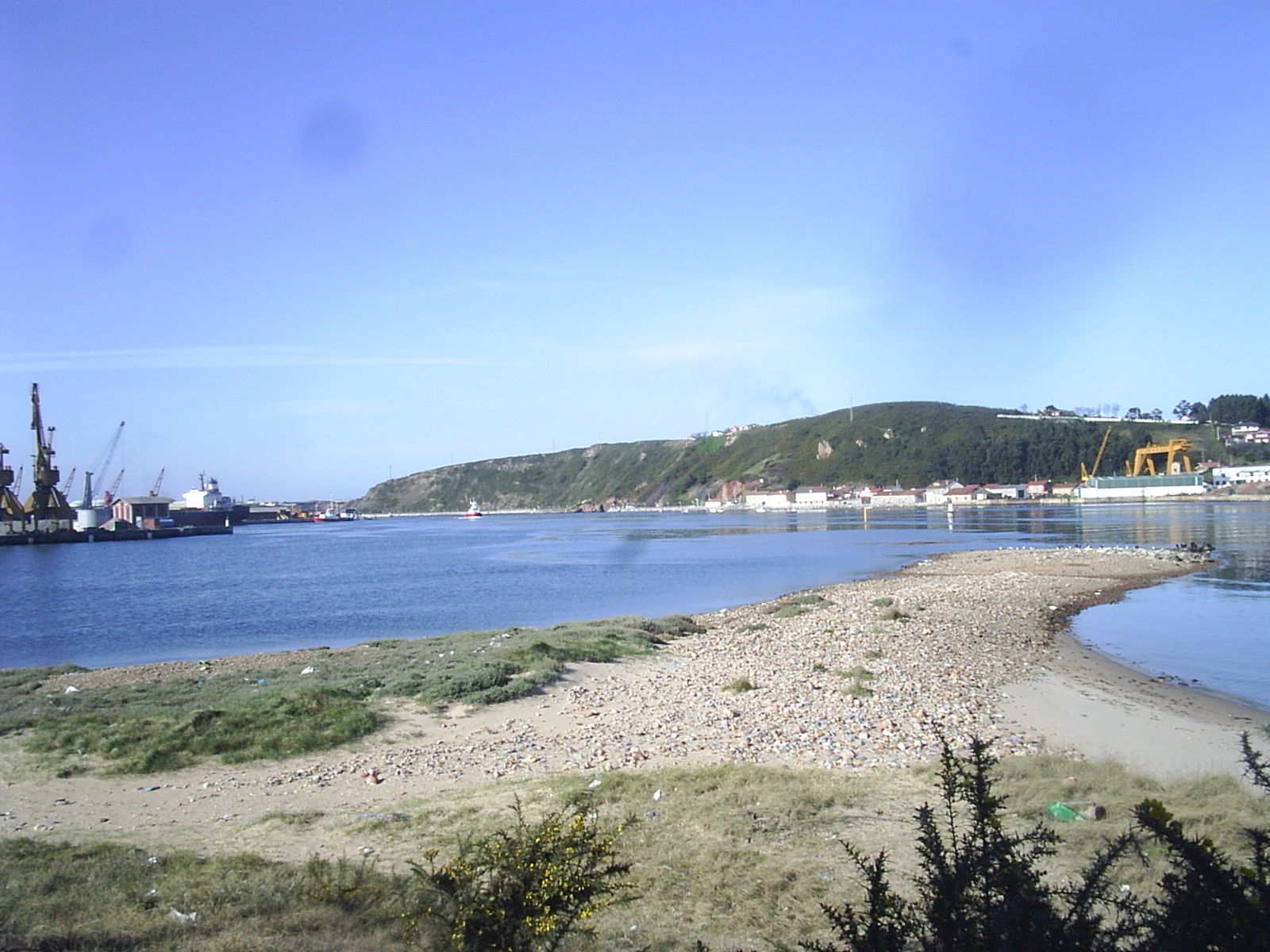
Entrada en la ria: la ensenada de Llodero, lugar de paso de numerosas aves migratorias.

La ría de Avilés está localizada en el mar Cantábrico, cercana a la localidad que le da nombre. Se trata de un estuario natural. La ría desemboca al mar por la localidad de San Juan de Nieva. 

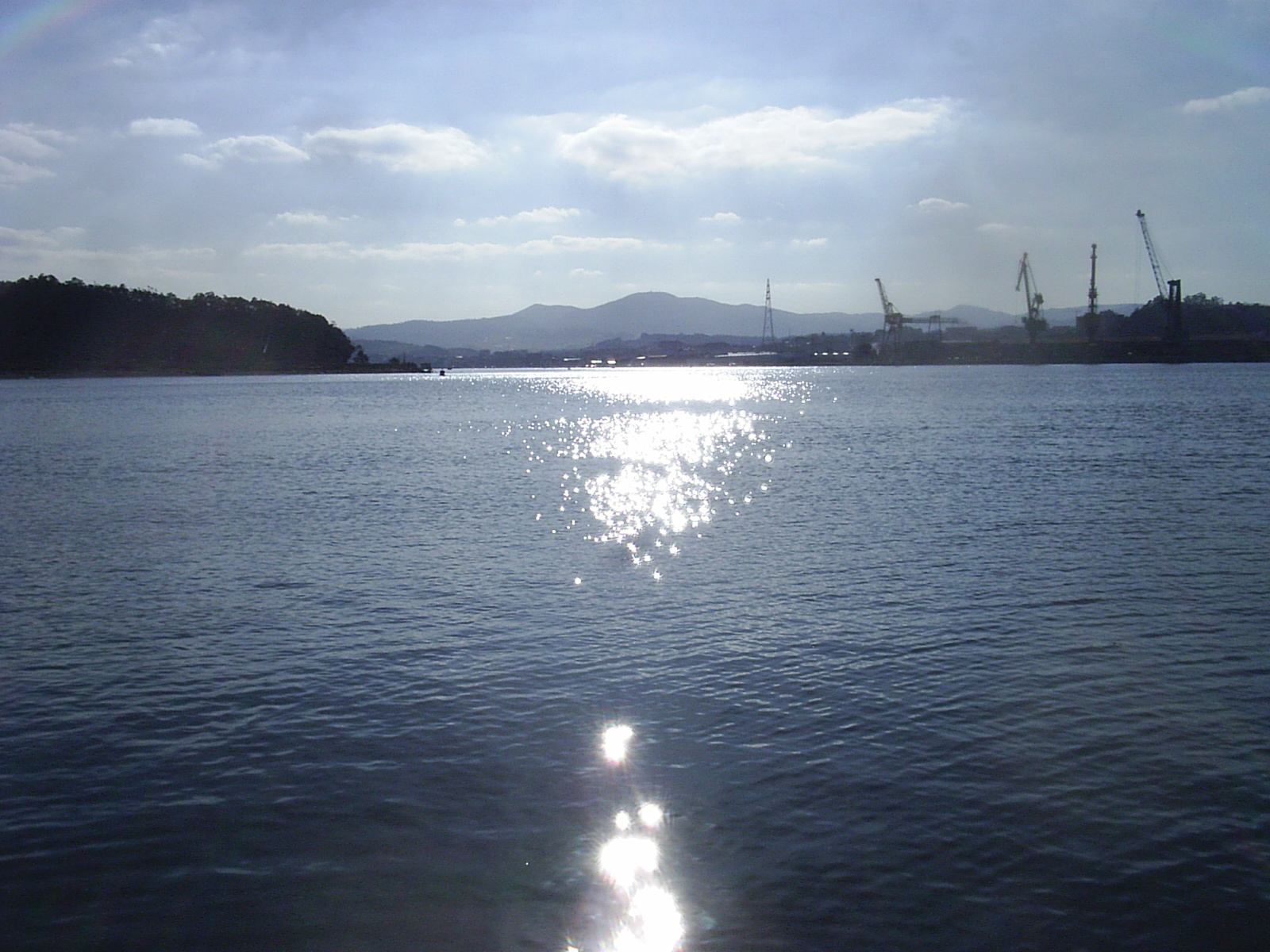
Ría de Avilés desde el pantalán de Zelúan.

La ría lleva dirección norte en su lado más cercano a la ciudad, tomando dirección noroeste a partir de la curva de Pachico. Está situada en una falla tectónica, conocida como Falla de Ventaniella, que provocó pequeños temblores a lo largo de la historia. En su cuenca desembocan pequeños cauces como el río Raíces, el río de la Magdalena o el río de Vioño. La barra de salida de la ría siempre ha sufrido problemas de colmatación, obligando a dragados periódicos. La extensión de la ría era mayor en otros tiempos. Las marismas ocupaban la zona en la que se sitúa el actual Parque del Muelle, siendo desecadas a finales del siglo XIX. En la proximidad de la ría, a pocas millas de la costa, se encuentra el cañón de Avilés, sima abisal en la que se tiene constancia de la existencia del calamar gigante. 
Desde el año 2003 se está realizando una importante labor de limpieza de los lodos contaminados de la ría, si bien recientes vertidos han supuesto una degradación adicional de sus aguas después de aquella limpieza. La gran contaminación de décadas pasadas había dejado la ría en muy mal estado desde el punto de vista ecológico. Aun así, quedan restos de las antiguas marismas de gran valor ecológico, sobre todo por la presencia de aves migratorias, como la ensenada de Llodero, la punta de Recastrón y la charca de Zeluán.

## Fauna
En la ría de Avilés se han avistado diferentes tipos de animales, siendo la presencia de una foca en los años, la que más marcó a la ciudad (dado que se la avistó en momentos de prosperidad con el crecimiento de la industria). Existe una escultura conmemorativa de "foca de Avilés", y la Escuela de Cerámica local ya ha realizado varias focas en cerámica que han sido expuestas en parques y colegios de la ciudad.
Recientemente se han avistado delfines a la altura de la antigua lonja.

### Aves
En cuanto a las aves, la charca de Zeluán es muy famosa por el avistamiento de aves migratorias.

## Ría y puerto

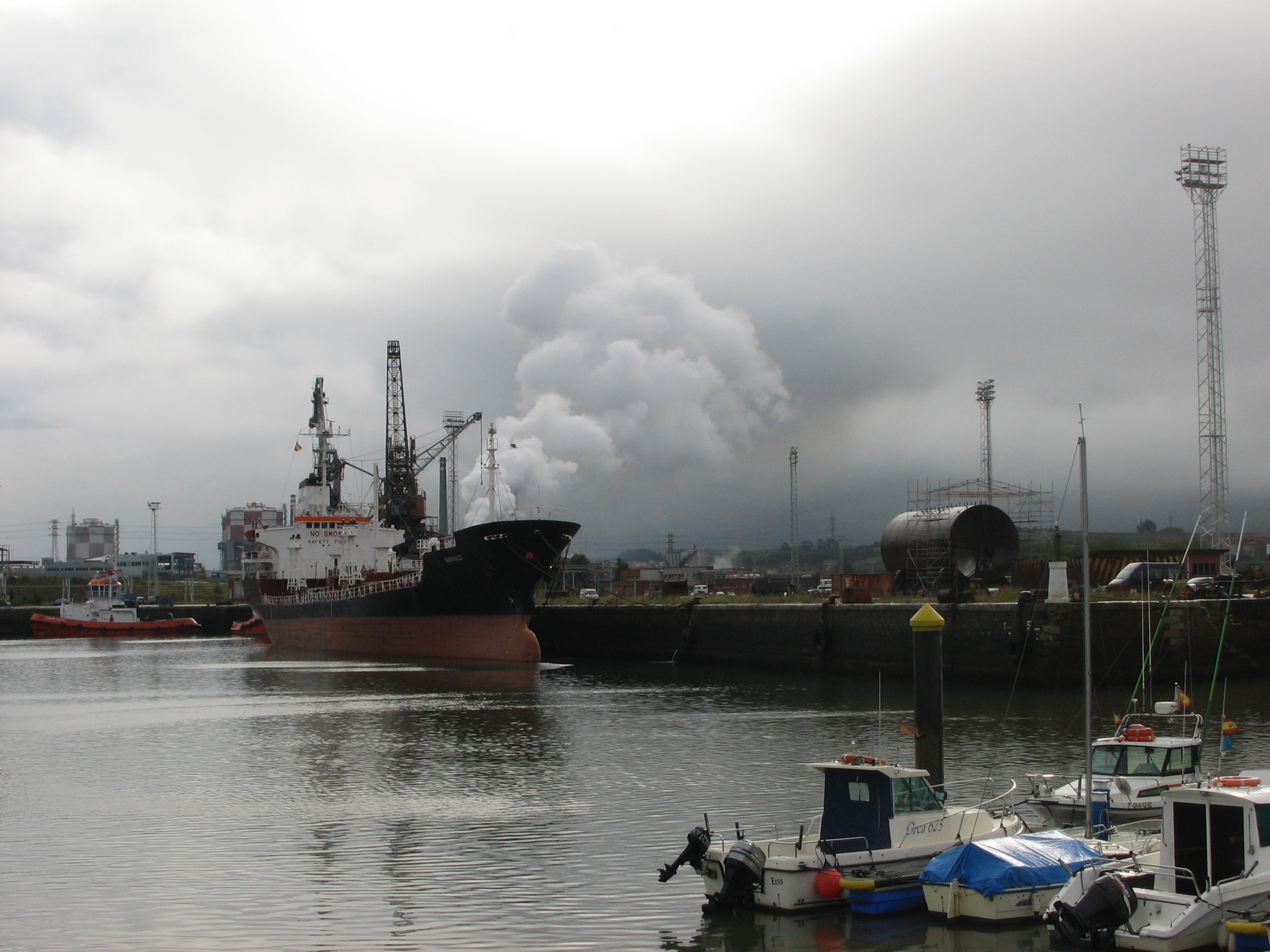
Ría y puerto de Avilés.

La ría tal como la conocemos hoy es el resultado de la ampliación del puerto de Avilés sufrida en la década de 1950 al implantarse Ensidesa (hoy ArcelorMittal), para dar salida y entrada a los productos metalúrgicos que se iban a fabricar en la nueva factoría. Hoy en día la ría está rodeada de importantes empresas como son Alcoa, Cristalería Española, Asturiana de Zinc, etc. En el margen oeste de la ría se encuentra también la lonja de Avilés, la cofradía de pescadores y el puerto deportivo, cuyo número de amarres está experimentando un gran crecimiento en los próximos años. Los muelles industriales son el de Raíces, el de San Juan y el de San Agustín. 
Los atraques tienen continuidad desde el muelle de Alcoa hasta la dársena de San Agustín, muy cerca del Niemeyer y del nuevo puerto deportivo.

## Arte en la ría
A lo largo de la ría de Avilés se pueden apreciar diferentes elementos culturales.

### Puentes

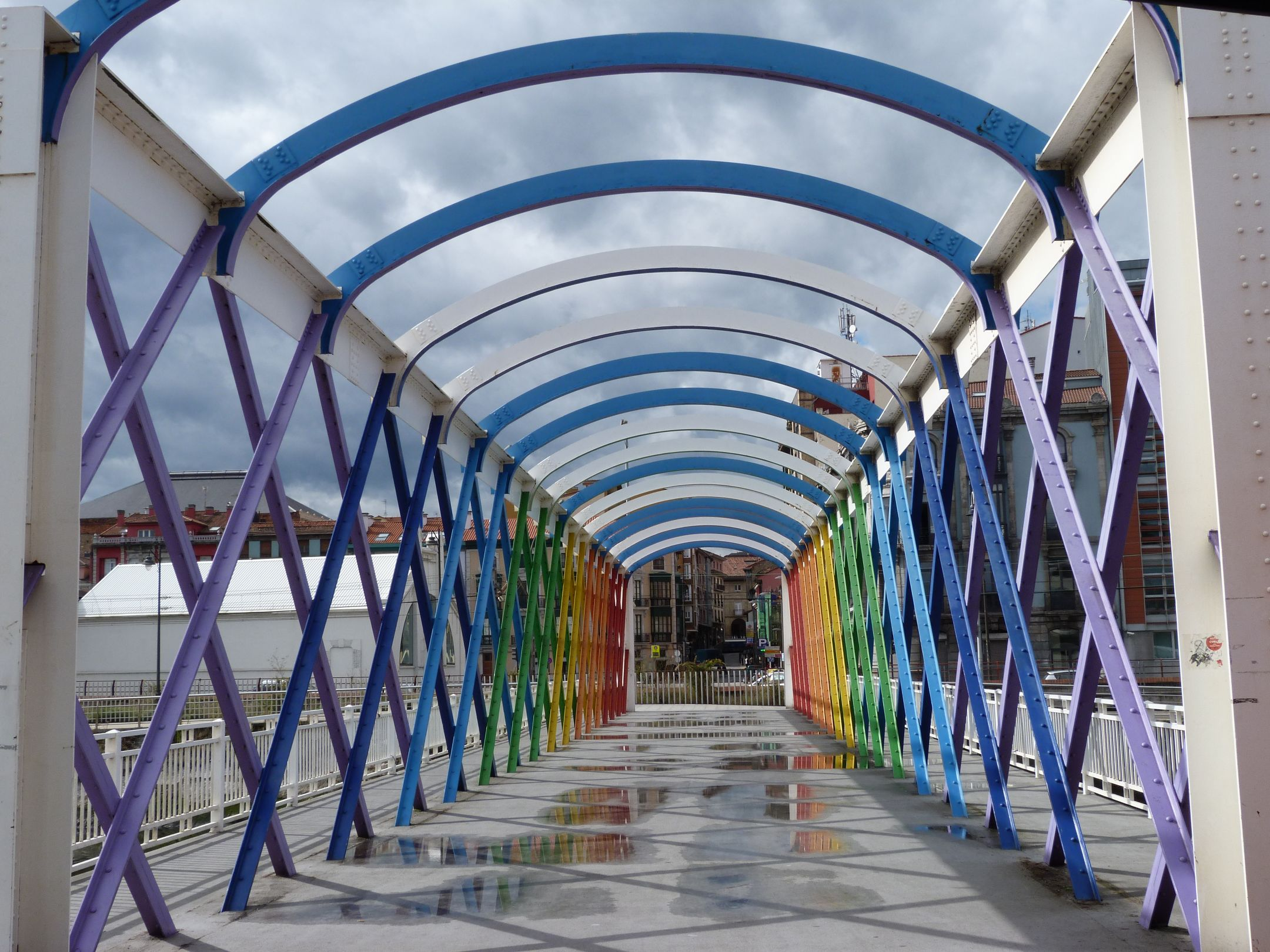
Puente de San Sebastián, que cruza la ría de Avilés.

El puente más emblemático de la zona es el Puente de San Sebastián. Construido en el lugar donde anteriormente hubo un puente de piedra.
Se trata de una estructura industrial de hierro roblonado tipo Eiffel. Tras una época de abandono dada la existencia de otros puentes de conexión con la otra margen de la ría, se llevó a cabo la reconstrucción del puente, deteriorado, permitiendo la conexión entre las dos márgenes, uniendo así el paseo a ambos lados de la ría. El puente fue coloreado por el artista local Ramón Rodríguez dándole un nuevo aspecto y resaltándolo. En la actualidad el puente es una de las entradas principales al Centro Cultural Internacional Oscar Niemeyer.

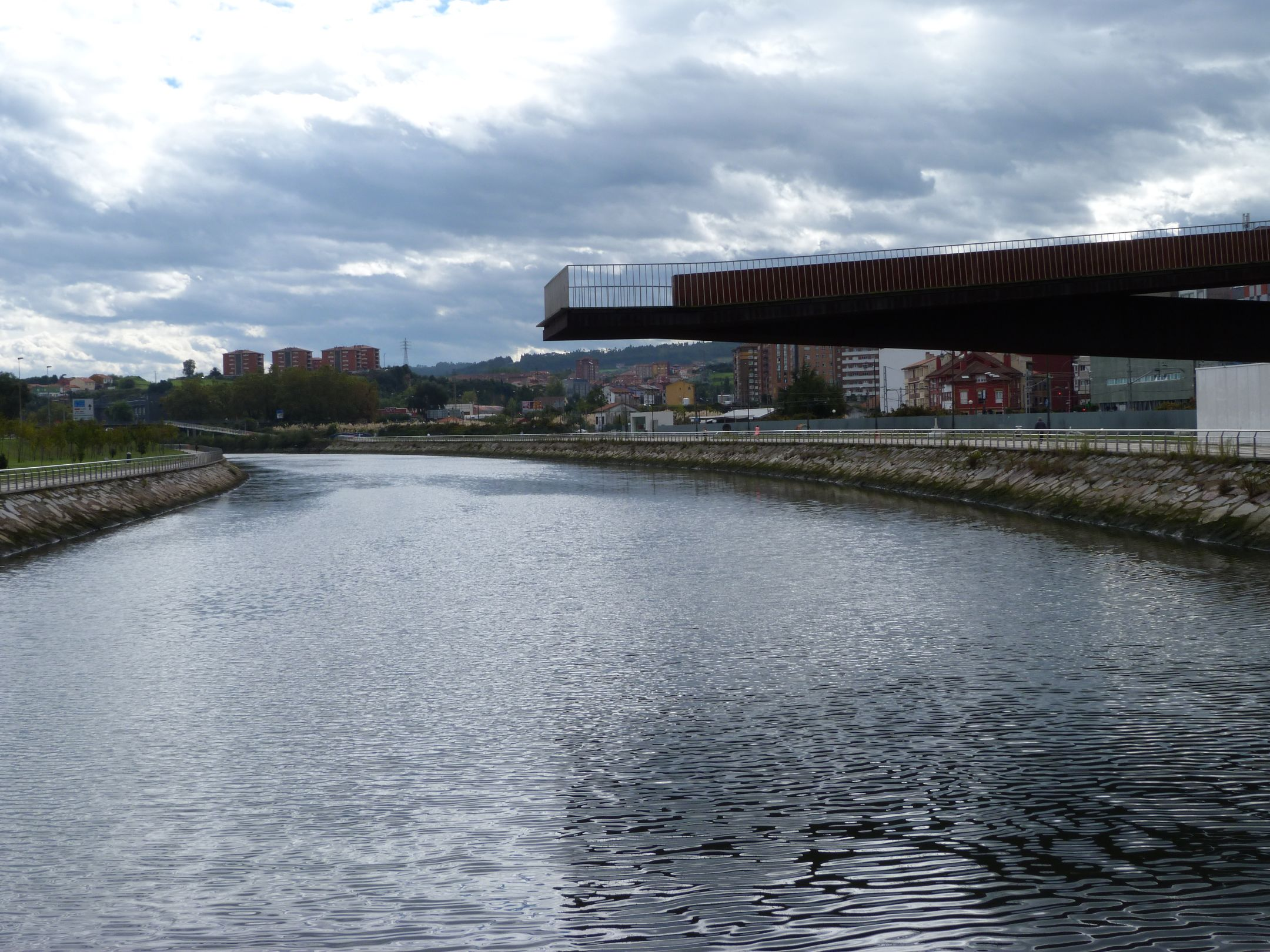
Vista de la Ria de Avilés desde el puente de San Sebastián.

El Puente Azud es otro de los puentes emblemáticos de la ría, que une la ciudad con la margen derecha de la ría y la carretera de Gozón. Este puente tiene acceso para vehículos y peatones, así como una pasarela que lo une con el paseo de la margen izquierda de la ría.

### Esculturas
La ruta del acero
Se trata de una serie de obras elaboradas por artistas locales a partir de materiales de desecho de la fábrica Arcelor ubicadas en el paseo de la ría, para el disfrute de los y las viandantes. Las siete piezas son:
- Transición de Luis Taboada
- Alegoría de la siderurgia de Fidel Pena
- Miscelánea de Tomás Marbán
- Vientos de acero de Anabel Barrio
- Desequilibrio de Ricardo Mogo
- Mano de Eva de José Manuel Truyés
- Vulcano y Prometeo de Ramón Rodríguez[8]

En plena ruta se encuentra también el monumento y placa conmemorativa del lugar donde se encontraba la Escuela de aprendices de Ensidesa.
Formando parte del paseo de la ría, en su cauce alto, también se puede encontrar una pieza, a modo de exposición, del antiguo Puente de San Sebastián, así como varios elementos relativos a la industria. Son destacables también los pequeños monolitos con las placas de la denominada Ruta del colesterol.
Escultura Avilés
Encargada a Benjamín Menéndez por la Autoridad Portuaria de Avilés, esta escultura se ha convertido en uno de los símbolos de la ciudad. Se conforma de tres grandes conos color óxido ubicados en el paseo de la ría, cerca de la lonja. La escultura destaca en las panorámicas de la ría de Avilés.

### Detalles
A lo largo del paseo de la ría se encuentran pequeños tesoros como el mural realizado en el espacio destinado a ser los servicios públicos del paseo. Dicho mural está realizado por el artista avilesino Xuan Alyfe, cuya trayectoria internacional le precede en el mundo del arte mural.

### Centro Cultural Internacional Oscar Niemeyer

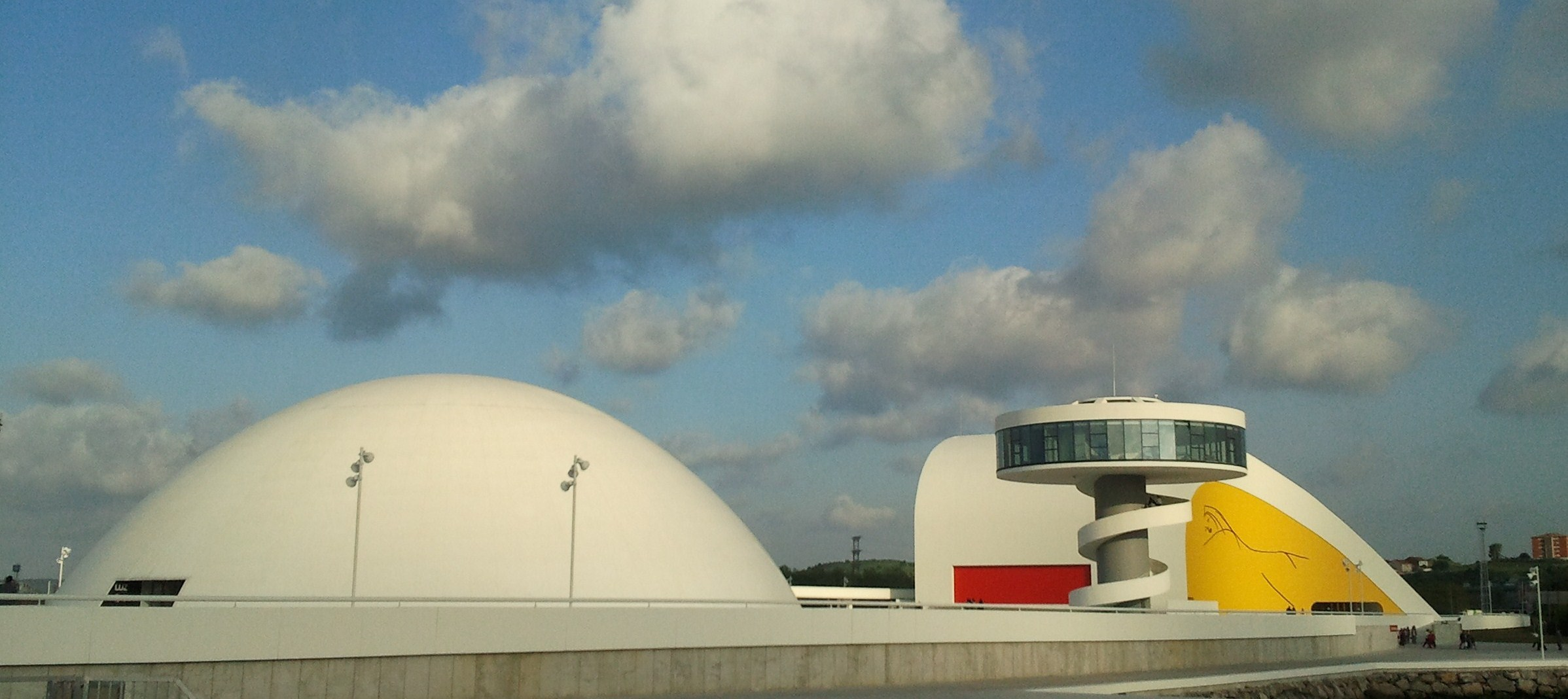
El Centro Niemeyer.

Diseñado por el arquitecto brasileño Oscar Niemeyer, el Centro Cultural Internacional Oscar Niemeyer fue inaugurado en la primavera de 2011. Se accede al mismo a través del Puente de San Sebastián y una pasarela desde el puerto deportivo. Se encuentra en el margen derecho de la ría.

### Plaza y pasarela
Para acceder al paseo de la ría y al Centro Niemeyer existen dos vías principales: el paso Larrañaga y la pasarela construida sobre la antigua plaza del pescado, que también es el centro de información y recepción del Niemeyer.